# Thomas Alan Goldsborough
Thomas Alan Goldsborough (* 16. September 1877 in Greensboro, Caroline County, Maryland; † 16. Juni 1951 in Washington, D.C.) war ein US-amerikanischer Jurist und Politiker. Zwischen 1921 und 1939 vertrat er den Bundesstaat Maryland im US-Repräsentantenhaus; anschließend wurde er Bundesrichter.

## Werdegang
Thomas Goldsborough war ein Nachkomme von Robert Goldsborough (1733–1788), einem Delegierten zum Kontinentalkongress, sowie des Kongressabgeordneten und Gouverneurs Charles Goldsborough (1765–1834). Er besuchte die öffentlichen Schulen seiner Heimat und das Washington College in Chestertown. Nach einem anschließenden Jurastudium an der University of Maryland in Baltimore und seiner 1901 erfolgten Zulassung als Rechtsanwalt begann er in Denton in diesem Beruf zu arbeiten. Zwischen 1904 und 1908 war er Staatsanwalt im Caroline County. Politisch wurde er Mitglied der Demokratischen Partei.
Bei den Kongresswahlen des Jahres 1920 wurde Goldsborough im ersten Wahlbezirk von Maryland in das US-Repräsentantenhaus in Washington gewählt, wo er am 4. März 1921 die Nachfolge von William Noble Andrews antrat. Nach neun Wiederwahlen konnte er bis zu seinem Rücktritt am 5. April 1939 im  Kongress verbleiben. Zwischen 1932 und 1939 gehörte er außerdem zum Leitungsgremium der Smithsonian Institution. Während seiner Zeit im Kongress wurden ab 1933 dort die meisten der New-Deal-Gesetze der Bundesregierung unter Präsident Franklin D. Roosevelt verabschiedet.
Thomas Goldboroughs Rücktritt erfolgte, nachdem er zum Richter am Bundesbezirksgericht für den District of Columbia ernannt worden war. Diesen Posten bekleidete er bis zu seinem Tod am 16. Juni 1951 in der Bundeshauptstadt. Er wurde in Denton beigesetzt.